# A Tini Nindzsa Teknőcök új kalandjai
A Tini Nindzsa Teknőcök új kalandjai (eredeti címén Teenage Mutant Ninja Turtles) amerikai–dél-koreai televíziós 2D-s számítógépes animációs sorozat, amely a Tini Nindzsa Teknőcök képregény alapján készült. Amerikában első hat évadát a 4Kids TV, a 7. évadot pedig már a The CW4Kids adta 2003. február 8. és 2009. február 28. között. Magyarországon az RTL Klub berendelését követően először az A+ vetítette az 1.-2. szezont egyszerre 26-26 résszel, majd az RTL vetítette tovább 2006. február 5-től 2013-ig. Az ú.n. elveszett 5. szezon nem jutott el Magyarországra sem, de a sorozat folytatásának tekinthető Fast Forward-dal tovább folytatta az RTL "Tini Nindzsa Teknőcök: A jövő kalandorai" cÍmmel és így tekintve befejezte.

## Cselekmény
A sorozat főszereplője a négy híres művészről elnevezett teknőc: Leonardo, a vezér, Raffaello, a forrófejű, Donatello, a zseni és Michelangello, a vicces. A négy teknőc egy szertől mutálódtak, majd a szintén mutáns patkány, Szecska mester neveli fel őket és tanítja ki őket a harcra. A négy teknőc védi titokban New Yorkot a gonosztevőktől, köztük a Zúzótól és annak nindzsa klánjától, de gonosztevők közt található a zseni Baxter Stocman, a Vörös Sárkány banda, vagy éppen Bishop ügynök. Persze barátaik is akadnak a régiségkereskedő April O'Neil és az utcai harcos Casey Jones.

## Magyar szinkron
A szinkront az RTL Klub megbízásából a Szinkron Systems készítette.
- Stern Dániel – Leonardo
- Varga Rókus – Raffaelo
- Pálmai Szabolcs – Donatello
- Kapácsy Miklós – Michelangelo
- Rudas István – Szecska mester
- Balázsi Gyula – Zúzó
- Németh Kriszta – Karai
- Csampisz Ildikó – April O'Neil
- Vári Attila – Casey Jones

Magyar szöveg: Bartucz Attila
Hangmérnök: Hídvégi Csaba
Vágó: Mendre János
Gyártásvezető: Boskó Andrea
Rendezőasszisztens: Szász Andrea
Producer: Kovács Zsolt
Szinkronrendező: Gyarmati Gergely

## Epizódok
| Évadok | Évadok | Epizódok | Eredeti sugárzás     | Eredeti sugárzás  |
| Évadok | Évadok | Epizódok | Évadpremier          | Évadfinálé        |
| ------ | ------ | -------- | -------------------- | ----------------- |
|        | 1      | 26       | 2003. február 8.     | 2003. november 1. |
|        | 2      | 26       | 2003. november 8.    | 2004. október 2.  |
|        | 3      | 26       | 2004. október 9.     | 2005. április 23. |
|        | 4      | 26       | 2005. szeptember 10. | 2006. április 15. |
|        | 5      | 12       | 2008. február 16.    | 2008. május 3.    |
|        | 6      | 26       | 2006. július 29.     | 2007. október 27. |
|        | 7      | 13       | 2008. szeptember 13. | 2009. február 28. |